# رودولفو کاردوسو (بازیکن فوتبال، زاده ۱۹۶۸)
رودولفو کاردوسو (انگلیسی: Rodolfo Cardoso؛ زادهٔ ۱۷ اکتبر ۱۹۶۸) بازیکن فوتبال اهل آرژانتین است.
از باشگاه‌هایی که در آن بازی کرده‌است می‌توان به باشگاه فوتبال هامبورگ، باشگاه فوتبال بوکا جونیورز، باشگاه فوتبال استودیانتس، باشگاه فوتبال فرایبورگ، و باشگاه ورزشی وردر برمن اشاره کرد.
وی همچنین در تیم ملی فوتبال آرژانتین بازی کرده‌است.